# 9e régiment de soutien aéromobile
Ne doit pas être confondu avec 9e régiment de commandement et de soutien.
Le 9e régiment de soutien aéromobile (9e RSAM) est un régiment de l'Armée de terre française. Il constitue le magasin central unique des rechanges d’hélicoptères de l'Armée de terre et de l'Armée de l'air.

## Création et différentes dénominations
- 1er juillet 1986 : création à Phalsbourg du 23e bataillon du matériel ;
- 1er juillet 1987 : prend l’appellation de 9e régiment de soutien aéromobile ;
- 1er juillet 1999 : transformation en 9e régiment du matériel ;
- 30 juin 2005 : dissolution ;
- 1er juillet 2010 : création à Montauban du 9e bataillon de soutien aéromobile ;
- 10 mars 2017 : redevient le 9e régiment de soutien aéromobile.

## Historique

### Le9erégiment de soutien aéromobile à Phalsbourg
Le 23e bataillon du matériel (23e BMAT) est créé le 1er juillet 1986 à partir des 1er et 5e groupements de soutien ALAT de Phalsbourg et de Pau. 
Le 1er juillet 1987, le 23e BMAT devient le 9e régiment de soutien aéromobile (9e RSAM). Intégré à la 4e division aéromobile de la force d'action rapide, il comporte une compagnie de commandement et des services, une compagnie de soutien multi-technique, une compagnie de soutien renforcé et une antenne chirurgicale avancée stationnées sur la base de Phalsbourg. Le 4e escadron de circulation et de transport est situé à Nancy et  la 2e compagnie de soutien renforcé est basée à Pau. 
La 1re compagnie de soutien renforcé est citée à l'ordre de la division et reçoit la Croix de guerre des Théâtres d'opérations extérieurs avec étoile d'argent pour sa participation à l'opération Daguet lors de la guerre du Golfe.
En 1993, il intègre la 3e compagnie de réparation spécialisée d'Étain auparavant rattachée au 1er régiment du matériel.

### Le9erégiment du matériel à Woippy
Le 1er juillet 1999, le 9e régiment de soutien aéromobile devient le 9e régiment du matériel (9e RMAT). Après la dissolution de la force d'action rapide, il rejoint la 1re brigade logistique du commandement de la force logistique terrestre. Le régiment quitte Phalsbourg pour s'installer à Woippy, commune voisine de Metz. Dans sa nouvelle configuration, le 9e RMAT dispose de détachements à Toul-Domgermain, à Étain et au Rozelier. Le 9e RMAT est dissous le 30 juin 2005 et relevé par le 1er régiment du matériel.

### Le9ebataillon de soutien aéromobile à Montauban
Le 9e bataillon de soutien aéromobile (9e BSAM) est créé le 1er juillet 2010 à Montauban à la suite de la dissolution de la 11e base de soutien du matériel. Il hérite des traditions du 9e régiment de soutien aéromobile.
En 2012, le bataillon prend part au défilé militaire du 14 Juillet avec deux Pilatus PC-6.
Dès les premiers jours de l'opération Serval au Mali en janvier 2013, un Pilatus PC-6 Turbo Porter du 9e bataillon de soutien aéromobile est détaché à Gao au sein du groupement aéromobile (GAM). Du 1er avril à juin un autre PC-6 le remplace. Durant ce temps il effectua 150 heures de vol en intervenant sur les sites de Tessalit, Kidal, Tombouctou et Bamako. Pour rejoindre la base aérienne 125 d’Istres lors de son désengagement, cet appareil et son équipage ont embarqué à Bamako à bord d’un avion cargo Antonov 124. Le nouvel appareil et son équipage sont partis le 25 juin 2013 de Montauban pour rejoindre en 27h de vol l'aéroport de Gao le 27 juin en effectuant le trajet mythique de la « transpostale » par Agadir, Dakar et Bamako soit près de 6 500 km. Un PC-6 est actuellement engagé au profit de l'opération Barkhane sous le nom de "Détachement Pilatus" avec pour indicatif "Toucan 40", en référence au film Taxi driver. En mars 2017, alors que les cinq Turbo Porter de l'ALAT fêtent leurs 30 000 heures de vol, deux d'entre eux sont stationnés au Mali.

### Le9erégiment de soutien aéromobile à Montauban
Le 10 mars 2017, le 9e bataillon de soutien aéromobile reprend l’appellation de 9e régiment de soutien aéromobile. Il reçoit son nouvel étendard au cours d'une cérémonie au quartier Vergnes de Montauban le 4 octobre 2017.
Dans le cadre du plan de réorganisation nommé « Au contact », il est directement subordonné au commandement de l'Aviation légère de l'Armée de terre à partir de juillet 2016 puis il rejoint la 4e brigade d'aérocombat le 1er janvier 2024.

## Chefs de corps
- 1987 à 1989 : colonel MOULINIER
- 1989 à 1991 : colonel FERON
- 1991 à 1993 : colonel BOURDENET
- 1993 à 1995 : colonel DA SILVA
- 1995 à 1997 : colonel RALAIARINONY
- 1997 à 1999 : colonel VANDENBUSSCHE
- 1999 à 2001 : Colonel VANDENABIELE
- 2001 à 2003 : Colonel ROSIER
- 2003 à 2005 : Colonel LHUSSIER
- 2010 à 2012 : colonel ROSSI
- 2012 à 2014 : colonel MATRAS
- 2014 à 2016 : colonel PRIGENT
- 2016 à 2019 : colonel DELPLANCQ
- 2019 à 2021 : colonel PERATA
- 2021 à 2023 : colonel REIX
- 2023 à 2025 : colonel RAVEL

## Le régiment aujourd'hui
Le 9e RSAM fait partie de la 4e brigade d'aérocombat du commandement des actions dans la profondeur et du renseignement. Il est stationné au quartier capitaine Vergnes en bordure de l'aérodrome de Montauban.
Il compte 5 unités élémentaires :
- l'escadrille de commandement et de logistique (état-major),
- la 1re escadrille de maintenance hélicoptères (réparation et entretien des aéronefs),
- la 2e escadrille approvisionnement (magasin central unique des rechanges hélicoptères des armées de terre et de l’air),
- l’escadrille de transport et de convoyage du matériel (perception et convoyage),
- l'escadrille de maintenance des rechanges créée le 16 juin 2020 et composée de personnels civils de la Défense.

## Matériel

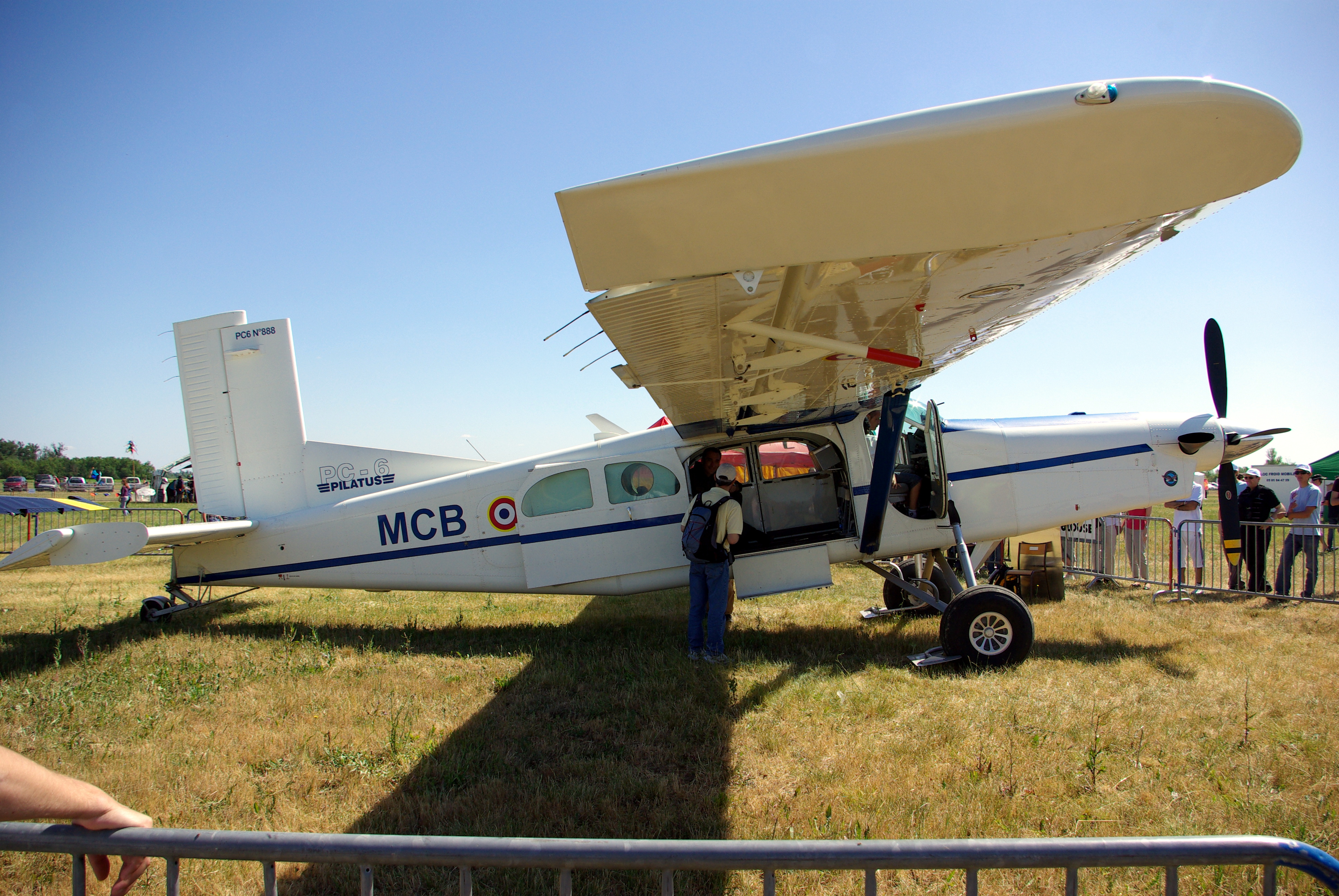
Pilatus PC-6/B2-H4 Turbo Porter de l’escadrille de transport et de convoyage du matériel (2011).

Pour assurer ses multiples liaisons opérationnelles (livraison de rechanges en urgence notamment) et techniques, le 9e RSAM dispose de moyens aériens (notamment les 5 avions Pilatus PC-6/B2-H4 Turbo Porter de l’ALAT) et de véhicules de la gamme tactique et commerciale. Auxquels s'ajoute du matériel industriel (bancs de contrôle, machines-outils, stockeurs rotatifs, cabine de peinture) et spécifique (bancs avioniques « DIADEMES » 1re  et 2e génération).